# نادي الصداقة (فلسطين)
تم تأسيس نادي الصداقة الرياضي (الجمعية الإسلامية سابقاً) عام 1976، الموافق 1396هـــ في مدينة غزة. ويعتبر من مؤسسي رابطة الأندية الرياضية بقطاع غزة فترة الاحتلال الإسرائيلي. ويقع النادي بمنطقة متوسطة ما بين معسكر الشاطئ ومنطقة النصر والشيخ رضوان. ويخدم النادي شريحة واسعة من أبناء الشعب الفلسطيني تقدر بحوالي (150,000) مئة وخمسون ألف نسمة تقريباً.
ويضم النادي جميع الألعاب الرياضية، سواء الفردية أو الجماعية (للأسوياء وفئة المعاقين) والتي رسخت حضورها على الساحة المحلية والعربية؛ فقد شارك النادي في غالبية البطولات التي تقيمها الاتحادات الرياضية في قطاع غزة، مثل: كرة القدم، الطائرة، وتنس الطاولة، وألعاب القوى، والملاكمة، والسباحة، وكذلك سباقات العدو، وغيرها من مختلف الألعاب الرياضية. وقد حصل النادي على عدة بطولات ومراكز متقدمة في العديد من تلك الألعاب، وعلى رأسها كرة الطائرة، والتي لا يزال يتربع على عرشها حتى الآن.

## فريق كرة القدم
يعدُّ فريق كرة القدم بالنادي من السباقين للمشاركة في البطولات المختلفة، والمسابقات التي كانت تنظمها رابطة الأندية الرياضية في زمن الاحتلال الإسرائيلي، ومن بعدها اتحاد كرة القدم.

## فريق كرة القدم لذوي الاحتياجات الخاصة (الصم)
يعتبر نادي الصداقة الرياضي من أوائل الأندية الرياضية التي تهتم بفئة ذوي الاحتياجات الخاصة، وله فريق يشارك في البطولات المحلية، ويمثل المنتخب الفلسطيني ستة لاعبين من النادي، كما ويشرف على الفريق مدرب خريج تربية رياضية ومشرف إشارة.

## بطولات النادي
- دوري غزة (1):
  - 2016–17
- كأس بيبسي لقطاع غزة 2013